# Памятники истории и культуры Нахичевани
Нахичевань — автономная республика в составе Азербайджанской Республики. Административный центр региона, город Нахичевань основан приблизительно в 1500-е годы до н. э. На территории Нахичевани имеются исторические памятники, мавзолеи, музеи, многие из которых ныне превратились в достопримечательности. В настоящий список включены расположенные на территории автономной республики памятники истории и культуры, включённые в 2001 году Кабинетом министров Азербайджанской Республики в список охраняемых памятников. Перечисленные памятники приведены также в опубликованном в 2008 году Нахичеванским отделом Национальной академии наук Азербайджана «Энциклопедии памятников Нахичевани».

## Список
| №  | Название                     | Местонахождение и дата                                     | Фотография | Описание |
| 1. | Гробница Юсифа ибн Кусейра   | Нахичевань — 1161—1162-е годы                              |            | Второе название — «Атабаба гюнбези». Архитектор — Аджеми ибн Абу Бекр Нахичевани. Гробница сооружена в виде восьмигранного строения, который с внешней стороны имеет пирамидальный шатёр, а с внутренней — сферический купол. Здание построено из обожженного кирпича. Мавзолей состоит из двух частей: склеп и наземная часть. В верхней части есть полоса, на которой выгравирована куфическая надпись из Корана. На верхней западной части здания имеются геометрический узор и надпись под ним, в которой упомянуты имя захоронённого и дата сооружения гробницы. Во внутренней части, сразу слева от входа на первой грани выгравировано имя архитектора Аджеми ибн Абу Бекра Нахичевани. |
| 2. | Мавзолей Момине хатун        | Нахичевань, 1186 год                                       |            | Мавзолей также известен среди населения Нахичевани как «Купол Атабека» Момине хатун — мать атабека Джахана Пехлевана из династии Эльденизидов. Возведён мавзолей архитектором Аджеми ибн Абу Бекр Нахичевани. Декорировано сооружение геометрическими орнаментами и надписями из Корана. Высота мавзолея, на данный момент, составляет 25 метров, но построен был в 34 метра. Под зданием находится могила Момине хатун, ну туда войти невозможно, так как входа нет. |
| 3. | Развалины древней Нахичевани | Нахичевань, II тысячелетие до н. э.                        |            | |
| 4. | Шахтахты                     | село Шахтахты, Шарурский район, III—I тысячелетия до н. э. |            | |
| 5. | Оглангала                    | Шарурский район, 850—600 гг. до н. э.                      |            | |
| 6. | Кызыл-Ванк                   | Бабекский район, бронзовый век                             |            | |
| 7. | Хараба-Гилян                 | село Юхары Азы, Ордубадский район, V век                   |            | |
| 8. | Бабатепе                     | село Юрдчу, Шарурский район, античный период               |            | |
| 9. | Алинджакала                  | село Ханега, Джульфинский район, VII—XII вв.               |            | |

| №   | Название                                    | Местонахождение и дата                   | Фотография      | Описание |
| 1.  | Хаммам Исмаил-хана                          | XVIII век                                | Нахичевань      | |
| 2.  | Асхаб-Уль-Кахф                              |                                          | Бабекский район | Пещера является местом паломничества мусульман. Согласно азербайджанской легенде, здесь прятались персонажи Корана, с целью защитить свою веру в единого Бога во время преследований. |
| 3.  | Мечеть Хаджи Руфаи Бека                     | XVIII век                                |                 | |
| 4.  | Старая крепость                             | Нахичевань — предположительно VII век    |                 | Предполагается, что данная крепость была построена по заказу сасанидского шаха из Йездегерда III (632/633 — 651/652). На основе схематичного плана, составленного в 1827 году крепость состояла из двух частей: малой крепости Нарын-гала и Большой крепости, которая почти полностью была разрушена. Охраняется государством как археологический памятник истории. |
| 5.  | Мавзолей Кюбра                              |                                          |                 | |
| 6.  | Ханский дворец                              | Нахичевань — XVIII век                   |                 | Дворец построен в конце века отцом последнего нахичеванского хана Эсхан хана, Келбалы-ханом Кенгерли. До начала XX века он был местом проживания нахичеванских ханов. С 1998 года во Дворце нахичеванских ханов был основан Нахчыванский Государственный Музей Ковра. |
| 7.  | Мавзолей Гусейна Джавида                    | Нахичевань — 1996 год                    |                 | Это архитектурно-мемориальный комплекс, возведенный на могиле поэта по инициативе президента. Автор проекта — Расим Алиев, архитектор — народный художник Омар Эльдаров. После смерти в 1941 поэт был захоронён в Иркутской области, но в 1982 году 3 ноября могила была перенесена в Нахичевань. 13 сентября 1996 года в нём были перезахоронены тела жены поэта Мюшкюназ (из Баку) и сына Эртогрула, а 12 сентября 2004 года в мавзолее была похоронена дочь — Туран Джавид. |
| 8.  | Гиланская гробница                          | Хараба-Гилян, Ордубадский район, XII век |                 | Обнаружена в 1979 году. Верхняя башня Гиланской гробницы, на сегодняшний день, разрушена, но курган сохранился. Сооружение имеет прямоугольную форму снаружи и восьмиугольную — изнутри. В центре гробницы имеется восьмигранная колонна. Стиль памятника относится к Нахичеванской архитектурной школе. Над гробницей была расположена башня, до наших дней которая сохранилась только фрагментами.                                                                           |
| 9.  | Мавзолей «Имам-заде»                        | Нахичевань — 1722—1732 годы              |                 | Мавзолей имеет квадратную форму. Дата строительства выгравирована у входа мавзолея. Согласно источникам на территории комплекса имелось несколько похоронных сооружений, которые не сохранились до наших дней. В 2004 году комплекс был отреставрирован. |
| 10. | Нахичеванский государственный музей истории | Нахичевань — 1924                        |                 | Изначально музей был основан как историко-этнографический и носил название историко-краеведческого музея. В 1968 году музею был присвоен статус Государственного музея. В музее хранятся более 48 тыс. экспонатов и имеет 10 отделений. |

| №  | Название                               | Местонахождение и дата                          | Фотография | Описание |
| 1. | Мавзолей Ноя или Гробница пророка Нуха | Нахичевань — Старая Крепость — 1539 г. до н. э. |            | По описанию, существующих источников гробница состояла из часовни, который был остатком остатком прежней церкви. Для входа в часовню нужно было спускаться по ступенькам. Внутренняя часть представляла собой круглое помещение со сводами и каменным столбом в центре. В 2006 были отстроены остатки. Нынешняя гробница построена на остатках нижнего этажа бывшей часовни. В склеп спускаются также по лестнице. |
| 2. | Дом-музей Джалила Мамедкулизаде        | Нахичевань — 1998 год                           |            | Музей был создан по Распоряжению тогдашнего президента Азербайджана Гейдара Алиева от 31 декабря 1998 года. Открытие Музея состоялось 13 октября 1999 года. Здание музея относится к XIX веку. В музее имеются экспонаты, рассказывающие о жизни и творчестве писателя, а также его личные вещи и исторические документы, относящиеся к, его классическим произведениям и личная библиотека.                       |
| 3. | Музей под открытым небом               | Нахичевань — 2002                               |            | Был основан по распоряжению председателя Высшего Меджлиса Нахичевани Васифа Талыбова. На территории музея находится Мавзолей Момине хатун. Основными экспонатами музея являются Каменные изваяния баранов. |
| 4. | Мечеть Завиййе                         | XIX век                                         |            | |